# 富蘭克林格羅夫 (伊利諾伊州)
富蘭克林格羅夫（英語：Franklin Grove）是位於美國伊利諾伊州李縣的一個村落。

## 地理
富蘭克林格羅夫的座標為41°50′30″N 89°18′01″W / 41.84167°N 89.30028°W，而該地最高點為海拔高度245米（即804英尺）。

## 人口
根據2010年美國人口普查的數據，富蘭克林格羅夫的面積為1.25平方千米，當中陸地面積為1.25平方千米，而水域面積為0.00平方千米。當地共有人口1021人，而人口密度為每平方千米816人。